# Jan Tarnowski (1891–1920)

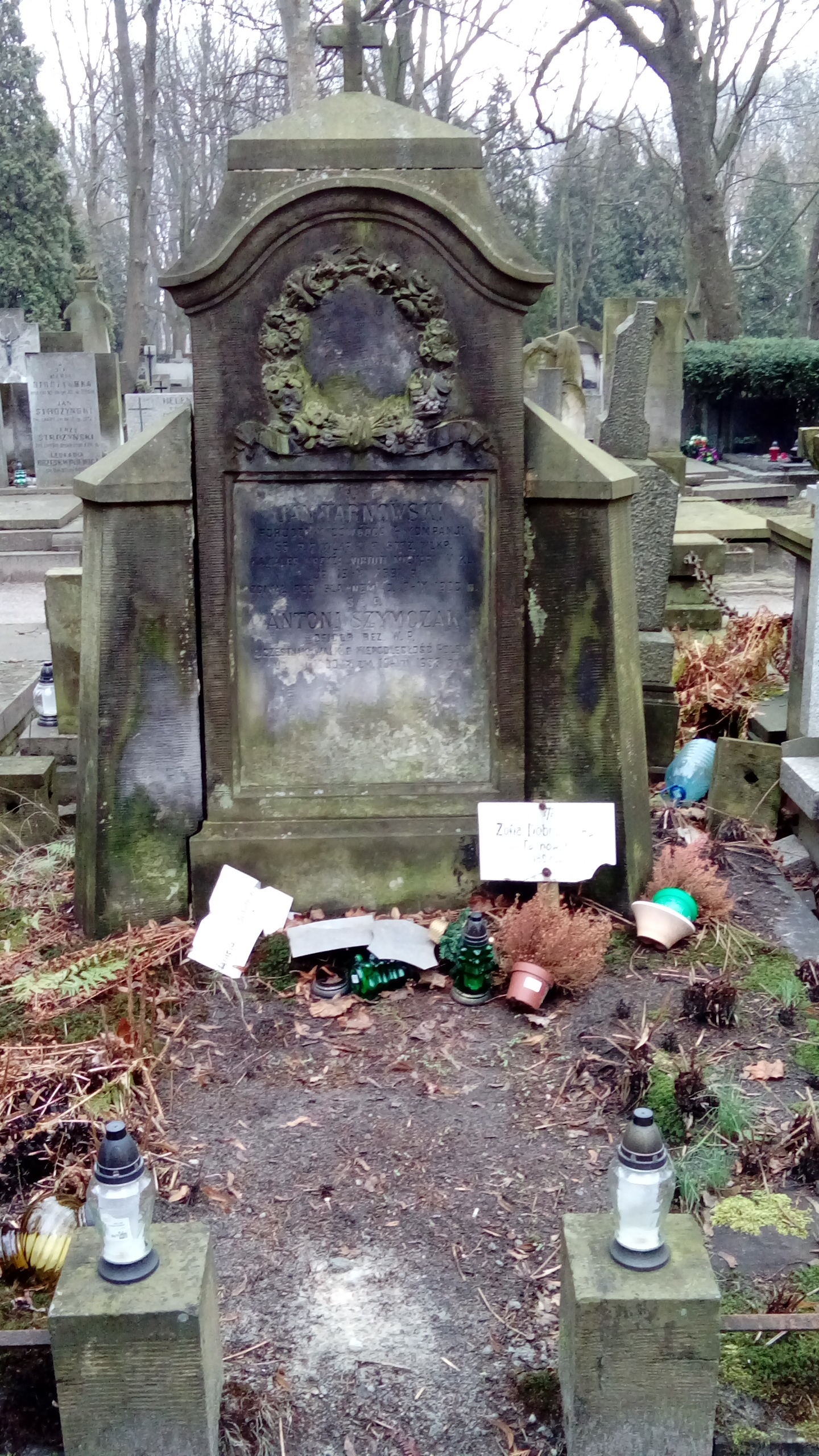
Grób Jana Tarnowskiego na Cmentarzu Powązkowskim

Jan Tarnowski (ur. 19 listopada 1891, zm. 18 września 1920 w Brześciu) – porucznik piechoty Wojska Polskiego, kawaler Orderu Virtuti Militari.

## Życiorys
Urodził się 19 listopada 1891. Po ukończeniu Szkoły Realnej Wróblewskiego w Warszawie przez kilka lat studiował na Uniwersytecie w Liège. W czasie I wojny światowej walczył w szeregach armii rosyjskiej. Ukończył szkołę wojskową i awansował na porucznika. Następnie wstąpił do I Korpusu Polskiego w Rosji. Walczył z bolszewikami pod Bychowem, Rohaczewem, Toszczycą i Bobrujskiem.
W listopadzie 1918 wstąpił do Wojska Polskiego. Od lutego 1919 służył w 1 pułku Strzelców Wielkopolskich, który w grudniu tego roku został przemianowany na 55 pułk piechoty. W szeregach tego oddziału walczył na wojnie z Ukraińcami, a następnie wojnie z bolszewikami. Dowodził 4. kompanią pułku. 17 września 1920 został ranny w czasie natarcia na wieś Sławne (dawniej Sławna). Zmarł następnego dnia w Brześciu, w następstwie odniesionych ran. Został pochowany na Cmentarzu Powązkowskim w Warszawie.

## Ordery i odznaczenia
- Krzyż Srebrny Orderu Wojskowego Virtuti Militari nr 1215 – 19 lutego 1921[7][8][9]